# São Brás
São Brás là một đô thị ở bang Alagoas, Brasil. Vị trí địa lý là 10º07'40" độ vĩ nam và 36º54'02" độ kinh tây, trên khu vực có độ cao 25 mét trên mực nước biển. Dân số năm 2004 ước tính là 6 673 người. Diện tích là 140,6 km².